# Hendrik Czakainski
Hendrik Czakainski (* 11. August 1979 in Aurich) ist ein zeitgenössischer deutscher Künstler, dessen Werk zwischen Plastik, Malerei und Skulptur verortet werden kann.

## Leben
Nach Tätigkeiten als Siebdrucker und einer Ausbildung zum Tischler in Kulmbach zog Czakainski 2000 nach Berlin, wo er seitdem als freischaffender Künstler lebt und arbeitet. Czakainski besuchte für kurze Zeit die Berliner Etage – Schule für die darstellenden und bildenden Künste (2000–2001), assistierte den Künstlern Markus Draper (2005–2007) und Wolfgang Flad (2007–2010). Seit 2009 sind Czakainskis Arbeiten kontinuierlich in zahlreichen Einzel- und Gruppenausstellungen im In- und Ausland (Frankreich, USA, Finnland, Belgien) zu sehen, seit 2013 arbeitet der Künstler als Lehrbeauftragter im Bereich Freie Darstellung an der Beuth Hochschule für Technik Berlin.

## Werk
Zu Beginn seines Schaffens befasste sich Czakainski vor allem mit großformatiger Ölmalerei. Im Laufe der Zeit bewegte er sich von der planen, zweidimensionalen Fläche weg hin zu reliefartigen Werken und freistehenden Skulpturen, die sein Werk bis heute ausmachen. In seinen Arbeiten kombiniert Czakainski verschiedenste Materialien wie Holz, Karton, HDF, MDF, Gewebe, Mörtel, Chromolux sowie Eisenpulver und erhält unter dem Einsatz von Säuren, Acrylfarben, Lacken und Airbrush die für seine Arbeiten charakteristische Oberflächenstruktur und Farbgebung. Materialität und Stofflichkeit sind zentrale Aspekte, in Czakainskis Werk. Durch die Verfremdung der verwendeten Materialien erzeugt Czakainski illusionistische Texturen, deren außergewöhnliche Materialästhetik als charakteristisch für das Schaffen des Künstlers gilt.
Aus den plastischen und reliefartigen Darstellungen Czakainskis lassen sich vogelperspektivische Ansichten von Slums, urbanen Strukturen und stark verfremdeten, von Spuren der Zerstörung und Verwüstung geprägten Industrieanlagen lesen. Dabei gehen unruhige und schroffe Strukturen Hand in Hand mit Elementen einer distinkten, reduzierten Formensprache, die präzise, klare Linien zeigt.
In seinen Werken arbeitet Czakainski mit Eindrücken aus eigenen Reisen (vornehmlich Südostasien) sowie verschiedensten Dokumentationen und Bildrecherchen und übersetzt die oftmals negativen Auswüchse unserer globalisierten und zunehmend urbanisierten Welt sowie die humanitären und ökologischen Katastrophen, die damit einhergehen, in seine eigene Formensprache. Auf diese Weise mutet Czakainskis Werken eine Ästhetik an, die sich auf einem schmalen Grat zwischen Zerstörung, Verwüstung und einer Sprache spannungsvoller Kompositionen und Formen bewegt. Es ist gerade die Spannung zwischen diesen Antipoden, die ihn inspiriert.

## Einzelausstellungen (Auswahl)
- 2018: SWITCH-OVER, Urban Spree Galerie, Berlin
- 2018: Urban Art Fair, Kunstmesse, Paris
- 2017: TanDEM-X, Galerie Wallworks, Paris
- 2017: Urban Art Fair, Kunstmesse, NYC
- 2017: TanDEM-X, Taidehalli Kunsthalle, Seinäjoki, Finnland
- 2017: Urban Art Fair, Kunstmesse, Paris
- 2016: Urban Investigations Redux, Urban Spree Galerie, Berlin
- 2016: Urban Art Fair, Kunstmesse Paris
- 2015: Urban Investigation Urban Spree Galerie, Berlin
- 2015: Urban Investigation, Galerie am Klostersee, Lehnin
- 2015: Haus Rheinsberg, Fürst von Donnersmarck Stiftung
- 2014: Das Anthropozän, Galerie am Klostersee, Lehnin

## Gruppenausstellungen (Auswahl)
- 2018: Monumenta, Leipzig
- 2017:  Kunstauktion der Galerie am Klostersee, Lehnin
- 2016: Urban Spree at La Vallée, La Vallée, Brüssel
- 2016: "THE DARK ROOMS EXHIBITION", Berlin
- 2015:  Brave New Worlds, Affenfaust Galerie, Hamburg
- 2014: I am 1UP, Urban Spree Galerie, Berlin
- 2013: Illuminations of Wedding, Transmediale, SUPERMARKT, Berlin
- 2013: 7 aus dem Verein, Kunstverein Kulmbach
- 2013: Gruppenausstellung, Studio Baustelle, Berlin
- 2012: Megapolisierung, Kunstverein Bayreuth
- 2011: Jurierte Jahresausstellung, Kunstverein Kulmbach
- 2011: Kunsthaus Meinblau, Pfefferberg, Berlin
- 2009: Into Nature, Grünerhund, Berlin